# Audenge
Audenge est une commune du Sud-Ouest de la France, située sur le bassin d'Arcachon en région Nouvelle-Aquitaine.

## Géographie

### Localisation

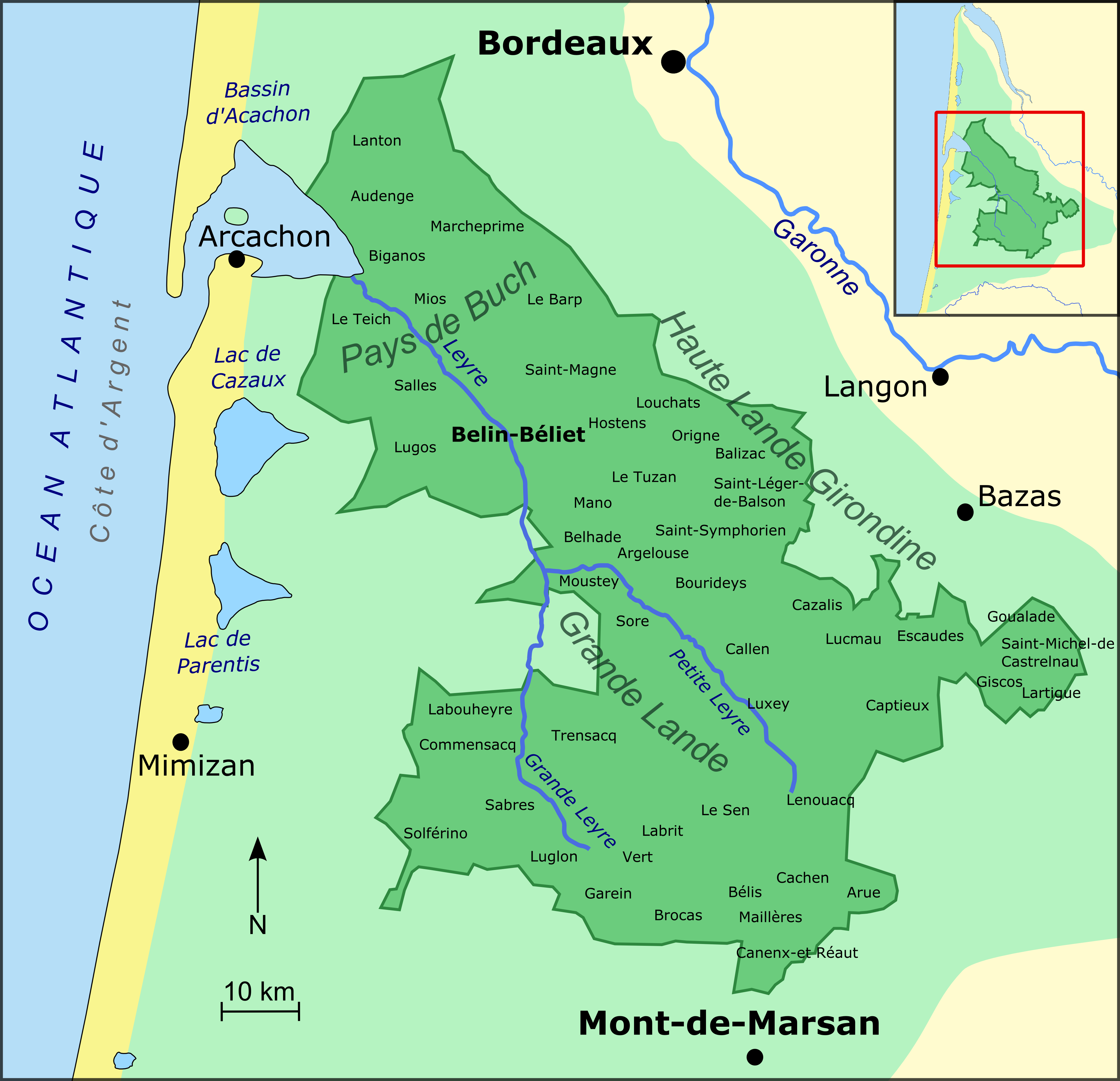
Carte du parc naturel régional des Landes de Gascogne.

Audenge est située sur le bassin d'Arcachon, entre Biganos et Lanton. Elle fait partie du Pays de Buch et des communes du parc naturel régional des Landes de Gascogne. Audenge, fait partie de l'Office de tourisme Cœur du Bassin d'Arcachon.
Plusieurs lieux-dits la composent : Hougueyra, Lubec (où un projet récent de salle des fêtes a suscité la colere des riverains), Pointe Émile et Bas-vallon.

### Communes limitrophes
Les communes limitrophes en sont Saint-Jean-d'Illac au nord-nord-est, Cestas à l'extrême nord-est, en quadripoint (point de la surface de la Terre qui touche quatre régions distinctes), Marcheprime à l'est, Biganos au sud et Lanton au nord-ouest.
Le bassin d'Arcachon se situe en limite sud-ouest du territoire communal.
| Lanton            | Saint-Jean-d'Illac | Cestas {\displaystyle +} (quadripoint) |
|                   | Audenge            | Marcheprime                            |
| Bassin d'Arcachon | Biganos            |                                        |

### Climat
Pour des articles plus généraux, voir Climat de la Nouvelle-Aquitaine et Climat de la Gironde.
Historiquement, la commune est exposée à un climat océanique aquitain.
En 2020, Météo-France publie une typologie des climats de la France métropolitaine dans laquelle la commune est exposée à un climat océanique et est dans la région climatique Littoral charentais et aquitain, caractérisée par une pluviométrie élevée en automne et en hiver, un bon ensoleillement, des hiver doux (6,5 °C), soumis à la brise de mer.
Pour la période 1971-2000, la température annuelle moyenne est de 13 °C, avec une amplitude thermique annuelle de 13,7 °C. Le cumul annuel moyen de précipitations est de 960 mm, avec 12,8 jours de précipitations en janvier et 7 jours en juillet. Pour la période 1991-2020, la température moyenne annuelle observée sur la station météorologique la plus proche, située sur la commune de La Teste-de-Buch à 21,75 km à vol d'oiseau, est de 0,0 °C et le cumul annuel moyen de précipitations est de 0,0 mm,. Pour l'avenir, les paramètres climatiques de la commune estimés pour 2050 selon différents scénarios d’émission de gaz à effet de serre sont consultables sur un site dédié publié par Météo-France en novembre 2022.

## Urbanisme

### Typologie
Au 1er janvier 2024, Audenge est catégorisée petite ville, selon la nouvelle grille communale de densité à sept niveaux définie par l'Insee en 2022.
Elle appartient à l'unité urbaine de Biganos, une agglomération intra-départementale regroupant deux  communes, dont elle est une commune de la banlieue,,. Par ailleurs la commune fait partie de l'aire d'attraction de Bordeaux, dont elle est une commune de la couronne,. Cette aire, qui regroupe 275 communes, est catégorisée dans les aires de 700 000 habitants ou plus (hors Paris),.
La commune, bordée par l'océan Atlantique, est également une commune littorale au sens de la loi du 3 janvier 1986, dite loi littoral. Des dispositions spécifiques d’urbanisme s’y appliquent dès lors afin de préserver les espaces naturels, les sites, les paysages et l’équilibre écologique du littoral, tel le principe d'inconstructibilité, en dehors des espaces urbanisés, sur la bande littorale des 100 mètres, ou plus si le plan local d’urbanisme le prévoit.

### Occupation des sols

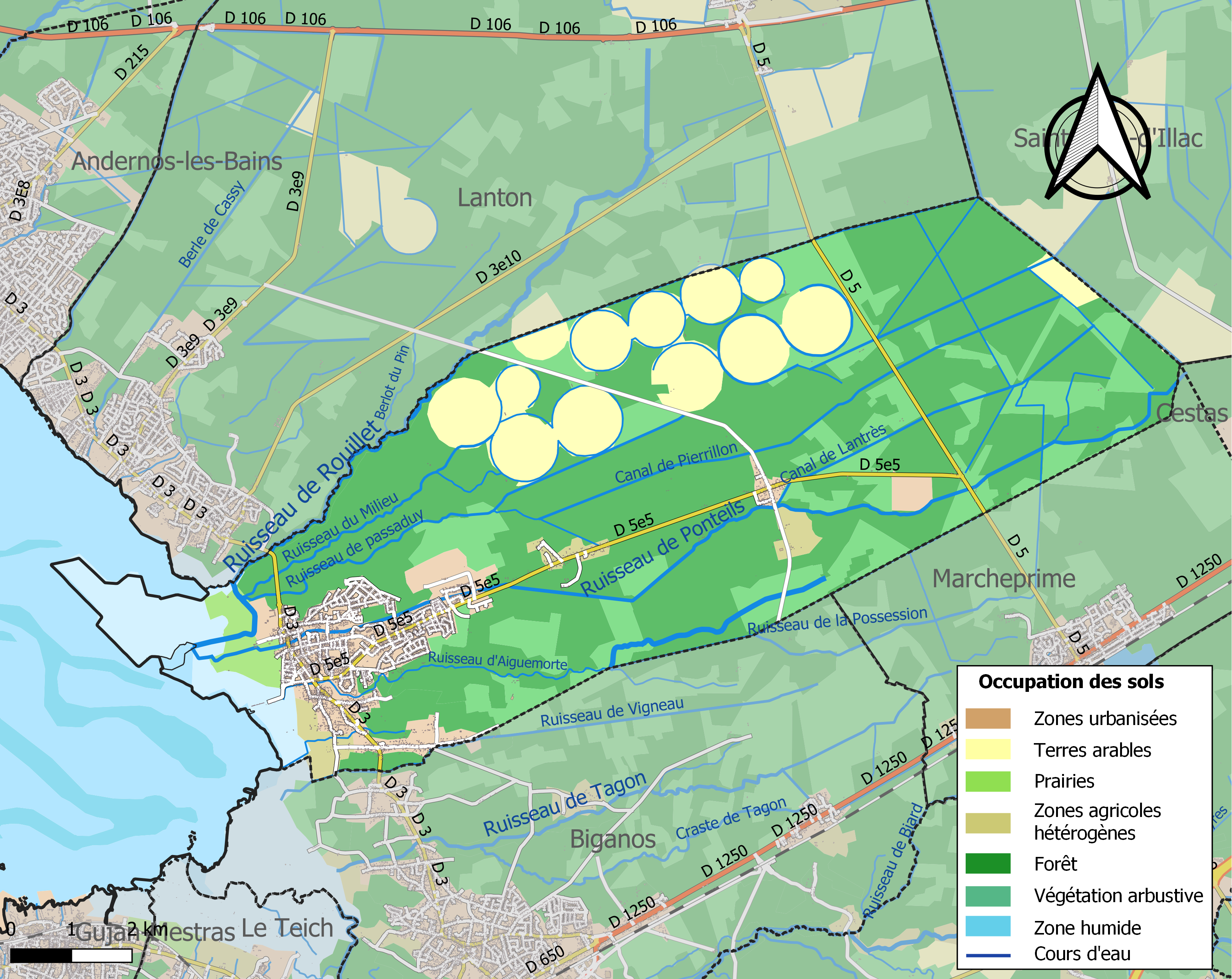
Carte des infrastructures et de l'occupation des sols de la commune en 2018 (CLC).

L'occupation des sols de la commune, telle qu'elle ressort de la base de données européenne d’occupation biophysique des sols Corine Land Cover (CLC), est marquée par l'importance des forêts et milieux semi-naturels (71,3 % en 2018), en diminution par rapport à 1990 (73,3 %). La répartition détaillée en 2018 est la suivante :
forêts (54,8 %), milieux à végétation arbustive et/ou herbacée (16,6 %), terres arables (12,9 %), zones urbanisées (6,4 %), zones humides côtières (4,6 %), zones agricoles hétérogènes (1,8 %), prairies (1,4 %), zones industrielles ou commerciales et réseaux de communication (1,1 %), mines, décharges et chantiers (0,5 %). L'évolution de l’occupation des sols de la commune et de ses infrastructures peut être observée sur les différentes représentations cartographiques du territoire : la carte de Cassini (XVIIIe siècle), la carte d'état-major (1820-1866) et les cartes ou photos aériennes de l'IGN pour la période actuelle (1950 à aujourd'hui).

### Risques majeurs
Le territoire de la commune d'Audenge est vulnérable à différents aléas naturels : météorologiques (tempête, orage, neige, grand froid, canicule ou sécheresse), inondations, feux de forêts et séisme (sismicité très faible). Un site publié par le BRGM permet d'évaluer simplement et rapidement les risques d'un bien localisé soit par son adresse soit par le numéro de sa parcelle.
La commune fait partie du territoire à risques importants d'inondation (TRI) d’Arcachon, regroupant les 10 communes du bassin d'Arcachon concernées par un risque de submersion marine, un des 18 TRI qui ont été arrêtés fin 2012 sur le bassin Adour-Garonne. Aux XXe et XXIe siècles, les événements significatifs sont ceux de 1882, 1896, 1897 puis 1924, 1951, 1984 et 1999. Au XXe siècle, les tempêtes Klaus, entre le 23 et le 25 janvier 2009 et Xynthia des 27 et 28 février 2010 ont marqué les esprits. Des cartes des surfaces inondables ont été établies pour trois scénarios : fréquent (crue de temps de retour de 10 ans à 30 ans), moyen (temps de retour de 100 ans à 300 ans) et extrême (temps de retour de l'ordre de 1 000 ans, qui met en défaut tout système de protection). La commune a été reconnue en état de catastrophe naturelle au titre des dommages causés par les inondations et coulées de boue survenues en 1982, 1999, 2009 et 2020,.
Audenge est exposée au risque de feu de forêt. Depuis le 20 avril 2016, les départements de la Gironde, des Landes et de Lot-et-Garonne disposent d’un règlement interdépartemental de protection de la forêt contre les incendies. Ce règlement vise à mieux prévenir les incendies de forêt, à faciliter les interventions des services et à limiter les conséquences, que ce soit par le débroussaillement, la limitation de l’apport du feu ou la réglementation des activités en forêt. Il définit en particulier cinq niveaux de vigilance croissants auxquels sont associés différentes mesures,.

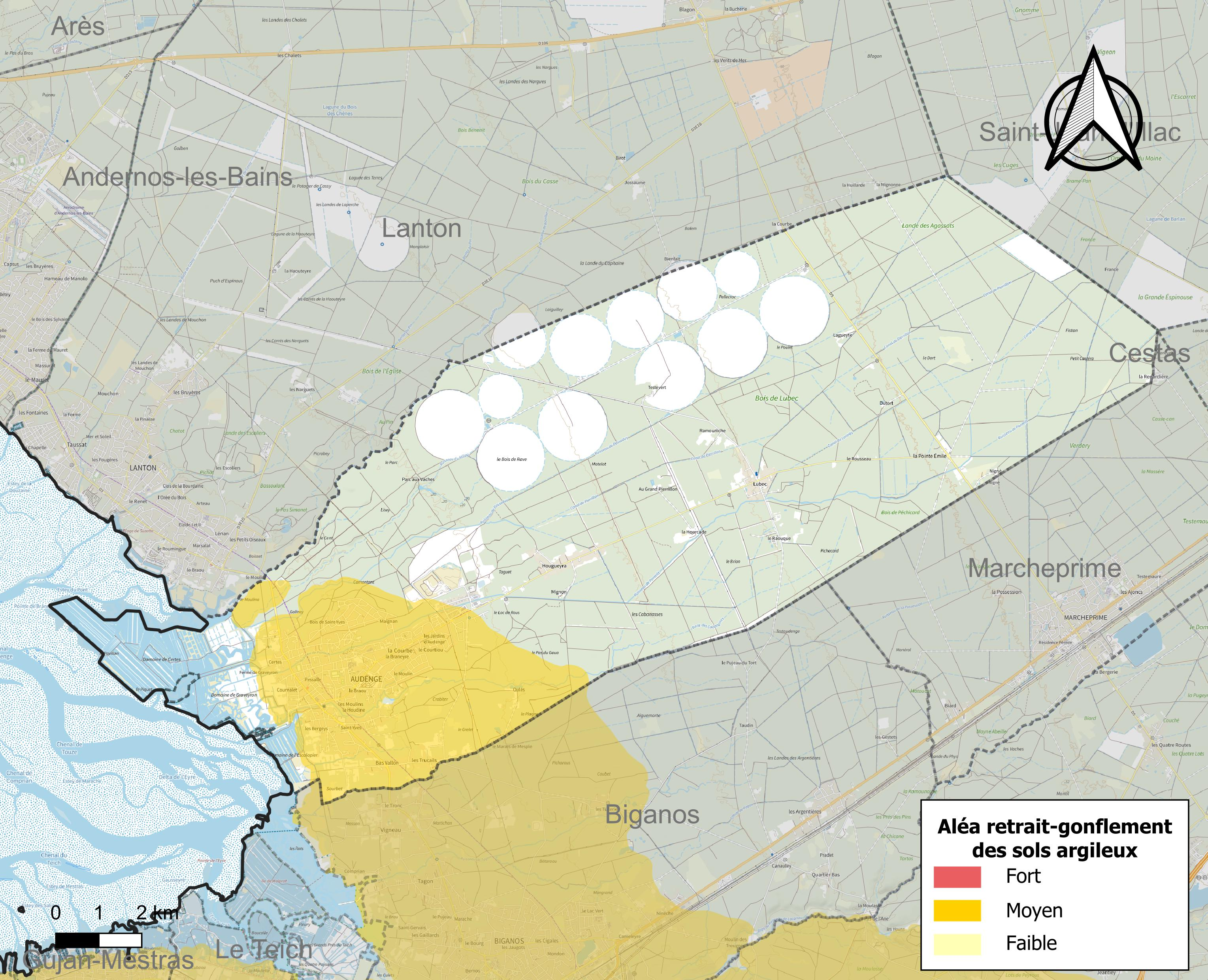
Carte des zones d'aléa retrait-gonflement des sols argileux d'Audenge.

Le retrait-gonflement des sols argileux est susceptible d'engendrer des dommages importants aux bâtiments en cas d’alternance de périodes de sécheresse et de pluie. 15,6 % de la superficie communale est en aléa moyen ou fort (67,4 % au niveau départemental et 48,5 % au niveau national). Sur les 3 241 bâtiments dénombrés sur la commune en 2019, 3 034 sont en aléa moyen ou fort, soit 94 %, à comparer aux 84 % au niveau départemental et 54 % au niveau national. Une cartographie de l'exposition du territoire national au retrait gonflement des sols argileux est disponible sur le site du BRGM,.
Par ailleurs, afin de mieux appréhender le risque d’affaissement de terrain, l'inventaire national des cavités souterraines permet de localiser celles situées sur la commune.
Concernant les mouvements de terrains, la commune a été reconnue en état de catastrophe naturelle au titre des dommages causés par la sécheresse en 2003 et par des mouvements de terrain en 1999.

## Toponymie
Le nom Audenge (1299) dérive du nom de personne Aldingus, vraisemblablement par une formation du type *Aldingia villa, dont la prononciation devient /awˈdendjə/.
En gascon, le nom de la commune est Audenja.

## Histoire

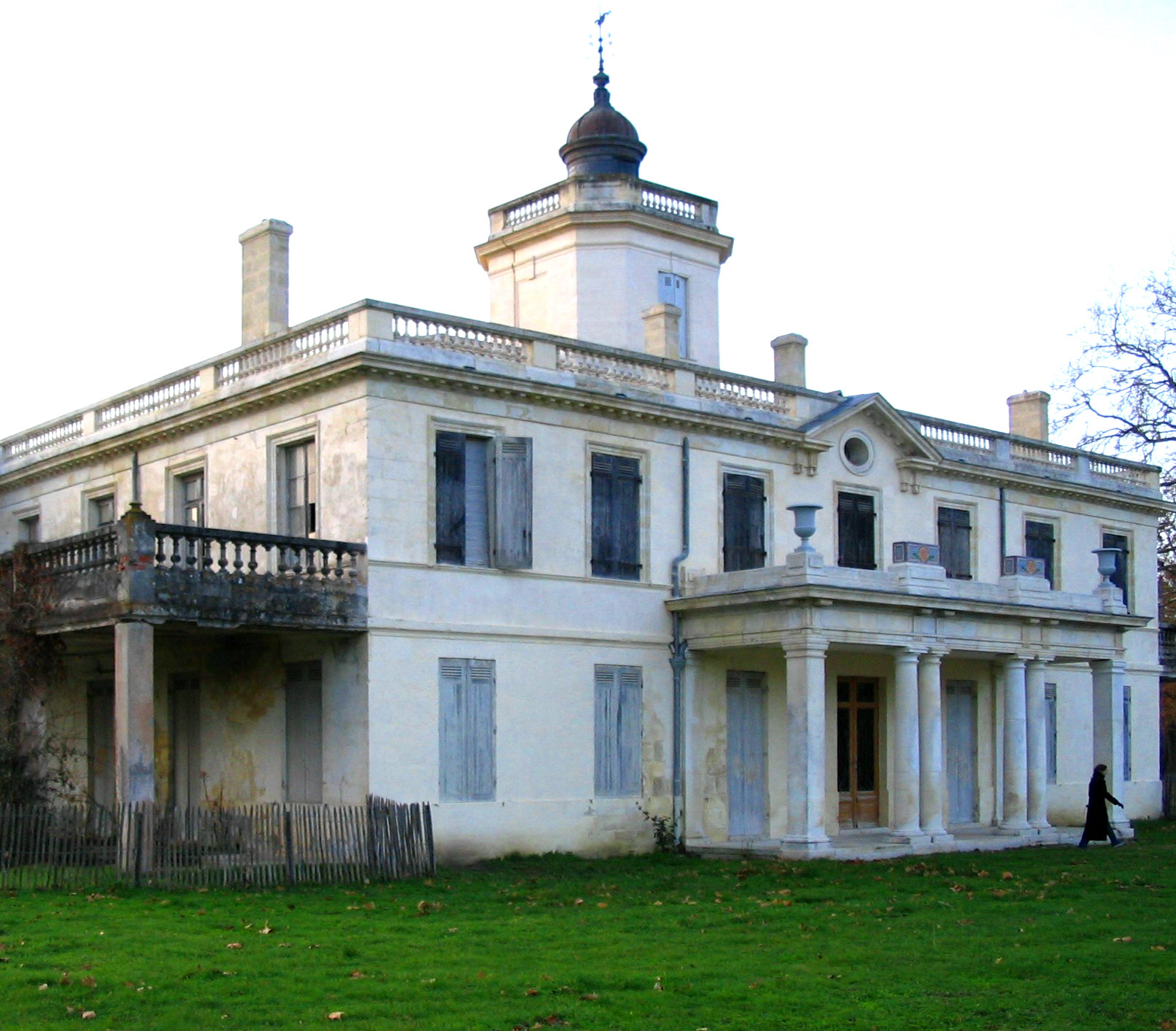
Le château de Certes.

- à l'époque gallo-romaine, au lieu-dit Maignan, une zone d'artisanat de la poix est révélée par une fouille archéologique réalisée en 2009[31] et 2012[32].
- En 1500, le « captalat de Certes » naît de la scission du captalat de Buch. Deux villages cohabitent : Certes et « Vieux-Bourg » (Audenge).
- En 1620, Jean Castaing dit le « Broy » (le « Joli »), marchand de la Teste, achète la baronnie d'Audenge[33].
- La maison Civrac remplace, vers 1766, le château de l'ancienne motte féodale ; puis elle est démolie à son tour vers 1866 pour être remplacée par le château de Certes, par Ernest Valeton de Boissière[34].
- Au XVIIIe siècle, le captalat de Certes devient Audenge[35].
- Son saint patron est saint Yves, patron des pêcheurs.[réf. nécessaire]

Pour plus d'information sur la situation de la commune au XVIIIe siècle, voir l'ouvrage de Jacques Baurein.
À la Révolution, la paroisse Saint-Paul d'Audenge forme la commune d'Audenge.
- 1800 : naissance du canton d’Audenge (Biganos, Mios, Lanton, Andernos et Lège).
- 1836 : Jean Frix Numa Bezian maire d'Audenge (1800-1879, cousin germain par alliance de Pierre aîné fils de Jean Duvigneau, dit Caudéran, grand-père de Jacques Duvigneau) unifie Certes et Audenge.
- Les frères Duvigneau, Jacques dit « Chéri » et son frère Armand, entreprennent successivement à partir de 1870 et jusqu'en 1922, l'aménagement d'Audenge. Ils urbanisent le centre, créant les voies bordées de platanes. Ils font construire la Mairie, les écoles, l'église, le port, la gare et le jardin public qui sera plus tard baptisé de leur patronyme.

## Politique et administration

### Liste des maires

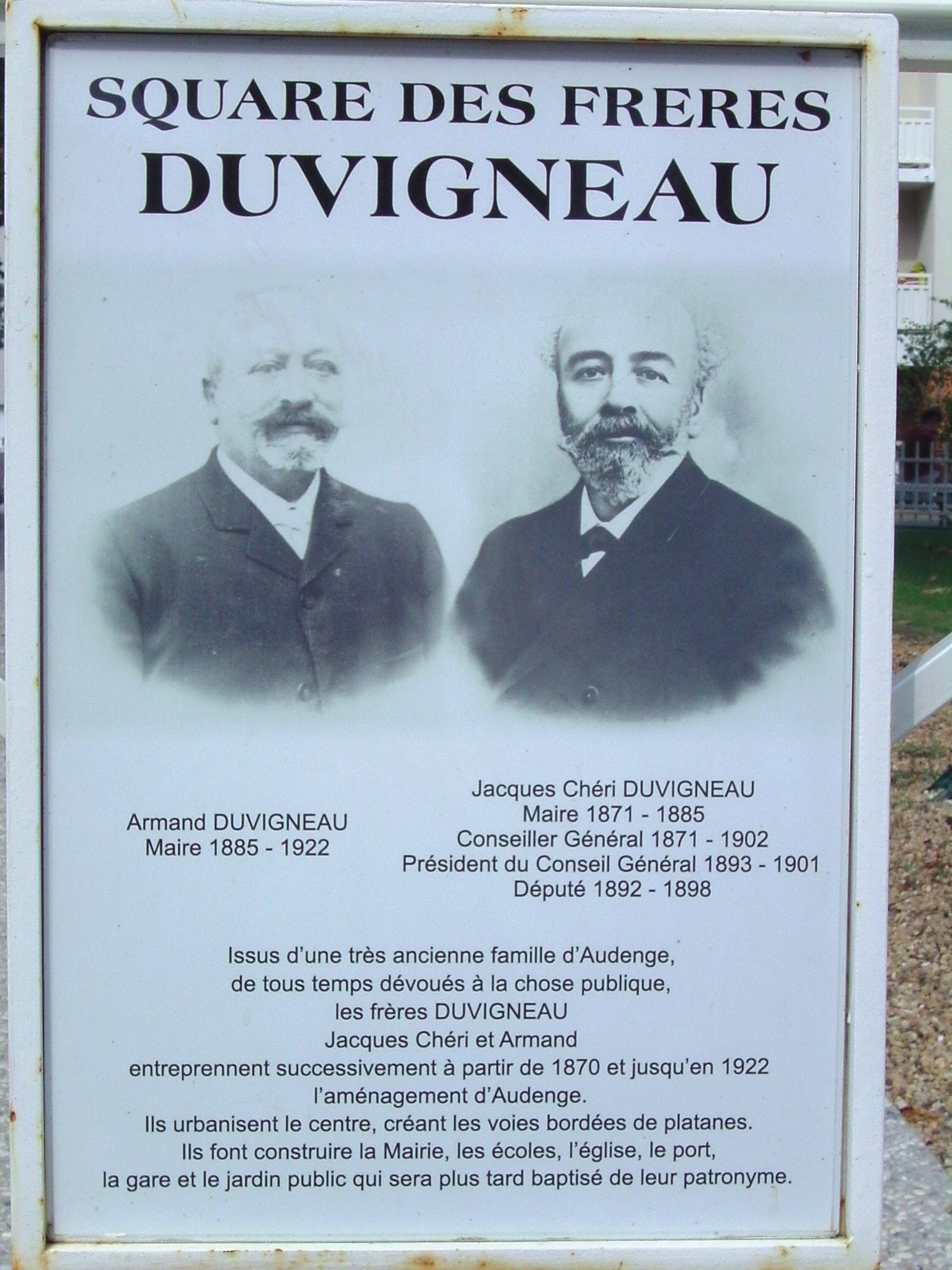
Square des Frères-Duvigneau à Audenge.

(sources).
| Période        | Période        | Identité                                    | Étiquette          | Qualité |
| -------------- | -------------- | ------------------------------------------- | ------------------ | --- |
| 1791 avril     | 1791 novembre  | Guillaume Bernard                           |                    | de Certes, cultivateur |
| 1792 avril     | 1792 juillet   | Amant Vielleville                           |                    | d'Audenge, chirurgien |
| 1793 janvier   | 1796 janvier   | Jean Caupos                                 |                    | de Certes, chirurgien |
| 1796 janvier   | 1796 juin      | Philippe Masson                             |                    | Agriculteur |
| 1796 juin      | 1798 avril     | Pierre Thérèze Lizée                        |                    | Cultivateur |
| 1798 avril     | 1798 juin      | Jean Duvigneau dit « Caudéran » (1772-1851) | NC                 | Marchand de poisson |
| 1798 juin      | 1798 septembre | Pierre Thérèze Lizée                        |                    | |
| 1798 septembre | 1799 septembre | Jean Duvigneau dit « Caudéran »             | NC                 | |
| 1799 septembre | 1800           | Jean Deligey                                |                    | Marchand |
| 1800           | 1803           | Pierre Thérèze Lizée                        |                    | Cultivateur |
| 1803           | 1806           | Joseph Verdier                              |                    | Officier de santé |
| 1806           | 1810           | Philippe Masson                             |                    | Notaire d'Audenge |
| 1811           | 1812           | Jean Baptiste Jautard                       |                    | Notaire d'Audenge |
| 1812           | 1813           | Guillaume Darles                            |                    | Pharmacien, propriétaire du domaine de Certes                                                                                         |
| 1813           | 1821           | Pierre Pomade                               |                    | Notaire d'Audenge |
| 1821           | 1822           | Pierre Dierx                                |                    | Propriétaire |
| 1823           | 1825           | Jean Barreau                                |                    | Marin |
| 1826           | 1830           | Pierre Pomade                               |                    | Notaire d'Audenge |
| 1830           | 1845           | Jean Frix Numa Bézian (1800-1879)           | NC                 | Cousin germain du maire suivant, Pierre Duvigneau Officier de santé (chirurgien), puis juge de paix à Audenge                         |
| 1845           | 1847 juin      | Pierre Duvigneau (1801- )                   | NC                 | Fils de l'ancien maire Jean Duvigneau dit « Caudéran » Marchand de poisson, receveur buraliste                                        |
| 1847 juin      | 1848           | Jean Benays                                 |                    | Lieutenant des douanes |
| 1848           | 1852           | Pierre Hazera                               |                    | Marchand de Poisson |
| 1852           | 1861           | Jean Certain Mesple                         | NC                 | Gendre de l'ancien maire, Pierre Duvigneau Officier de santé                                                                          |
| 1861           | 1865           | Achille Gerard                              |                    | Notaire d'Audenge |
| 1865           | 1869           | Pierre Taris                                |                    | Commerçant |
| 1869           | 1870           | Gaston Douillard dit « de Mahaudière »      |                    | Propriétaire du Graveyron |
| 1870           | 1874           | Jacques « Chéri » Duvigneau (1833-1902)     | Union républicaine | Conseiller général de 1871 à 1901 et député de 1892 à 1898 Fils de l'ancien maire, Pierre Duvigneau ; éleveur de sangsues et_marchand |
| 1874           | 1877           | Jacques Castelbon                           |                    | Artisan |
| 1876           | 1877           | Jacques « Chéri » Duvigneau                 | Union républicaine | |
| 1877           | 1877           | Gaston Douillard                            |                    | |
| 1877           | 1885           | Jacques « Chéri » Duvigneau                 | Union républicaine | |
| 1885           | 1922           | Armand Duvigneau (1843-1928)                | NC                 | Frère de Jacques « Chéri » Duvigneau ; industriel                                                                                     |
| 1922           | 1925           | Jean Morel                                  | NC                 | Huissier |
| 1925           | 1944           | Roger Descas                                | NC                 | Négociant, propriétaire du domaine de Certes                                                                                          |
| 1944           | 1947           | Jean-Ariste Dagreou                         | NC                 | Commerçant |
| 1947           | 1951           | Jean Verdier                                | DVD                | Docteur en médecine |
| 1951           | 1953           | Pierre Dubern                               |                    | Commerçant |
| 1953           | 1965           | Roger Cousseau                              |                    | Ostréiculteur |
| 1965           | 1967           | André Devert                                |                    | Avocat |
| 1967           | 1971           | Paul Vergez                                 |                    | Officier |
| 1971           | 1983           | Roger Scriban                               |                    | Retraité, expert |
| 1983           | 1995           | Claude Verdier                              | DVD                | Retraité CGM |
| 1995           | 2008           | Francis Gadou                               | PS                 | Cadre, retraité |
| 2008           | En cours       | Nathalie Le Yondre                          | PS                 | Fonctionnaire territoriale au Conseil général de la Gironde jusqu'en 2015, conseillère régionale                                      |

### Jumelages
- Azagra (Navarre) (Espagne) depuis 1994[41]

## Démographie
Les habitants sont appelés les Audengeois.
L'évolution du nombre d'habitants est connue à travers les recensements de la population effectués dans la commune depuis 1793. Pour les communes de moins de 10 000 habitants, une enquête de recensement portant sur toute la population est réalisée tous les cinq ans, les populations de référence des années intermédiaires étant quant à elles estimées par interpolation ou extrapolation. Pour la commune, le premier recensement exhaustif entrant dans le cadre du nouveau dispositif a été réalisé en 2004.

En 2022, la commune comptait 9 550 habitants, en évolution de +24,79 % par rapport à 2016 (Gironde : +6,91 %, France hors Mayotte : +2,11 %).
| 1793 | 1800 | 1806 | 1821 | 1831  | 1836  | 1841  | 1846  | 1851  |
| ---- | ---- | ---- | ---- | ----- | ----- | ----- | ----- | ----- |
| 732  | 800  | 842  | 870  | 1 148 | 1 092 | 1 078 | 1 113 | 1 124 |

| 1856  | 1861  | 1866  | 1872  | 1876  | 1881  | 1886  | 1891  | 1896  |
| ----- | ----- | ----- | ----- | ----- | ----- | ----- | ----- | ----- |
| 1 133 | 1 173 | 1 225 | 1 071 | 1 174 | 1 220 | 1 288 | 1 297 | 1 366 |

| 1901  | 1906  | 1911  | 1921  | 1926  | 1931  | 1936  | 1946  | 1954  |
| ----- | ----- | ----- | ----- | ----- | ----- | ----- | ----- | ----- |
| 1 364 | 1 376 | 1 344 | 1 433 | 1 540 | 1 652 | 1 781 | 1 772 | 1 964 |

| 1962  | 1968  | 1975  | 1982  | 1990  | 1999  | 2004  | 2006  | 2009  |
| ----- | ----- | ----- | ----- | ----- | ----- | ----- | ----- | ----- |
| 2 001 | 2 234 | 2 529 | 2 675 | 2 981 | 3 948 | 5 225 | 5 539 | 5 813 |

| 2014  | 2019  | 2022  | - | - | - | - | - | - |
| ----- | ----- | ----- | - | - | - | - | - | - |
| 7 177 | 8 680 | 9 550 | - | - | - | - | - | - |

## Culture locale et patrimoine

### Lieux et monuments
- Le port et le domaine de Graveyron.
- Église Saint-Paul d'Audenge.
- La double motte féodale de l'ancien château d'Audenge, dans le domaine de l'Escalopier[47].
- Le domaine de Certes appartient au Conservatoire du littoral, il a été classé « espace naturel sensible ». Géré par le conseil général de la Gironde depuis 1994, il comprend 396 ha dont 150 ha de bassins, des prairies humides, des terres agricoles, des bois de feuillus et de résineux.
- La plage sauvage de Graveyron.
- Les « allées Boissière » du nom du bienfaiteur de la commune, Ernest de Boissière. Ces allées ombragées se caractérisent par leurs 150 platanes classés.
- L'élevage des sangsues existe à Audenge depuis le XIXe siècle. Un seul éleveur exporte dans toute la France. Ces annélidés sont utilisés à des fins thérapeutiques grâce à leurs vertus anticoagulantes. Aujourd'hui, l'entreprise est le seul élevage français de sangsues médicinales et est détenue par une société qui exploite les bassins d'Audenge et exporte partout dans le monde.
- Les piscines d'Audenge sont trois piscines remplies à l'eau de mer.

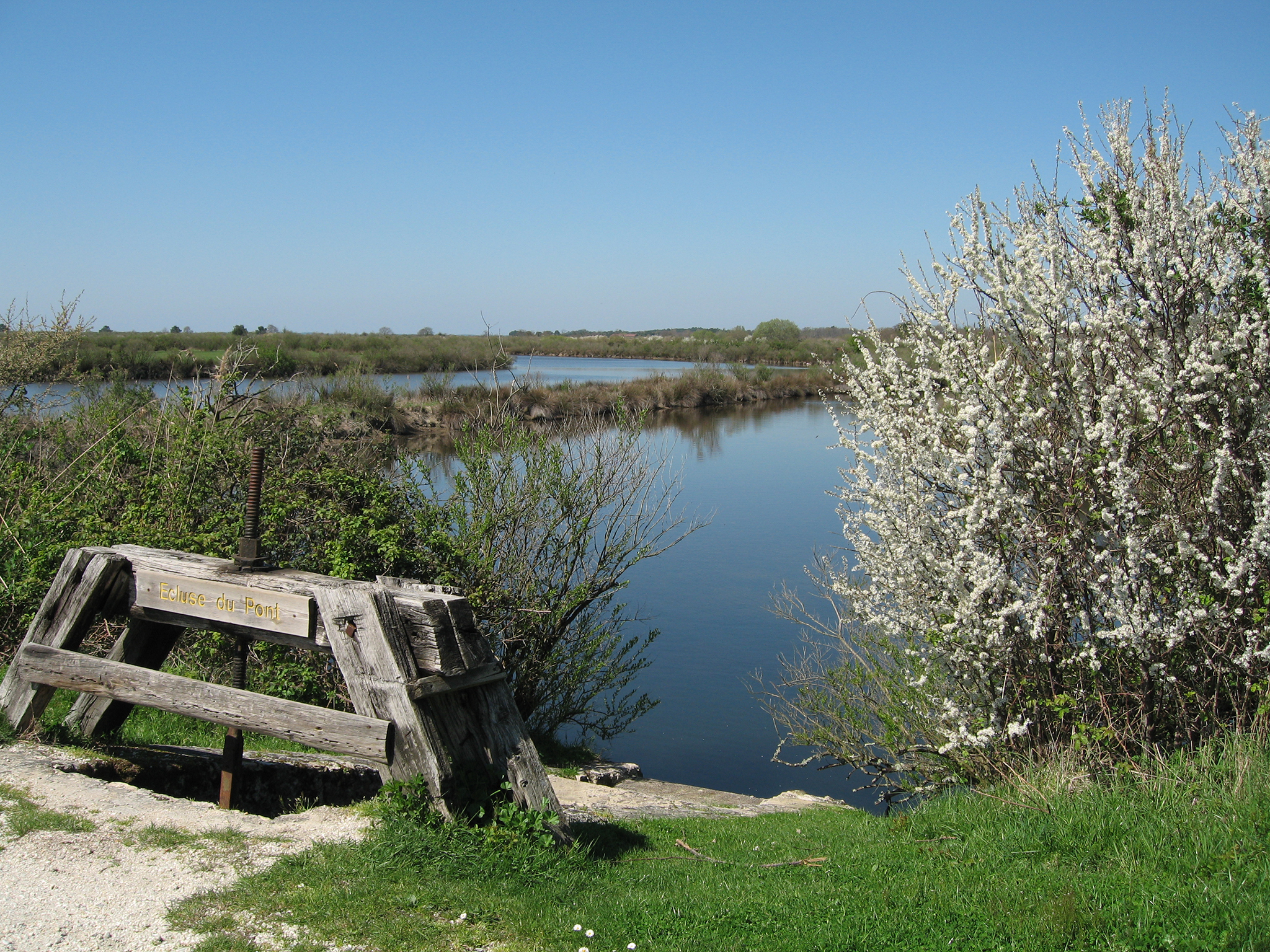
Vanne.
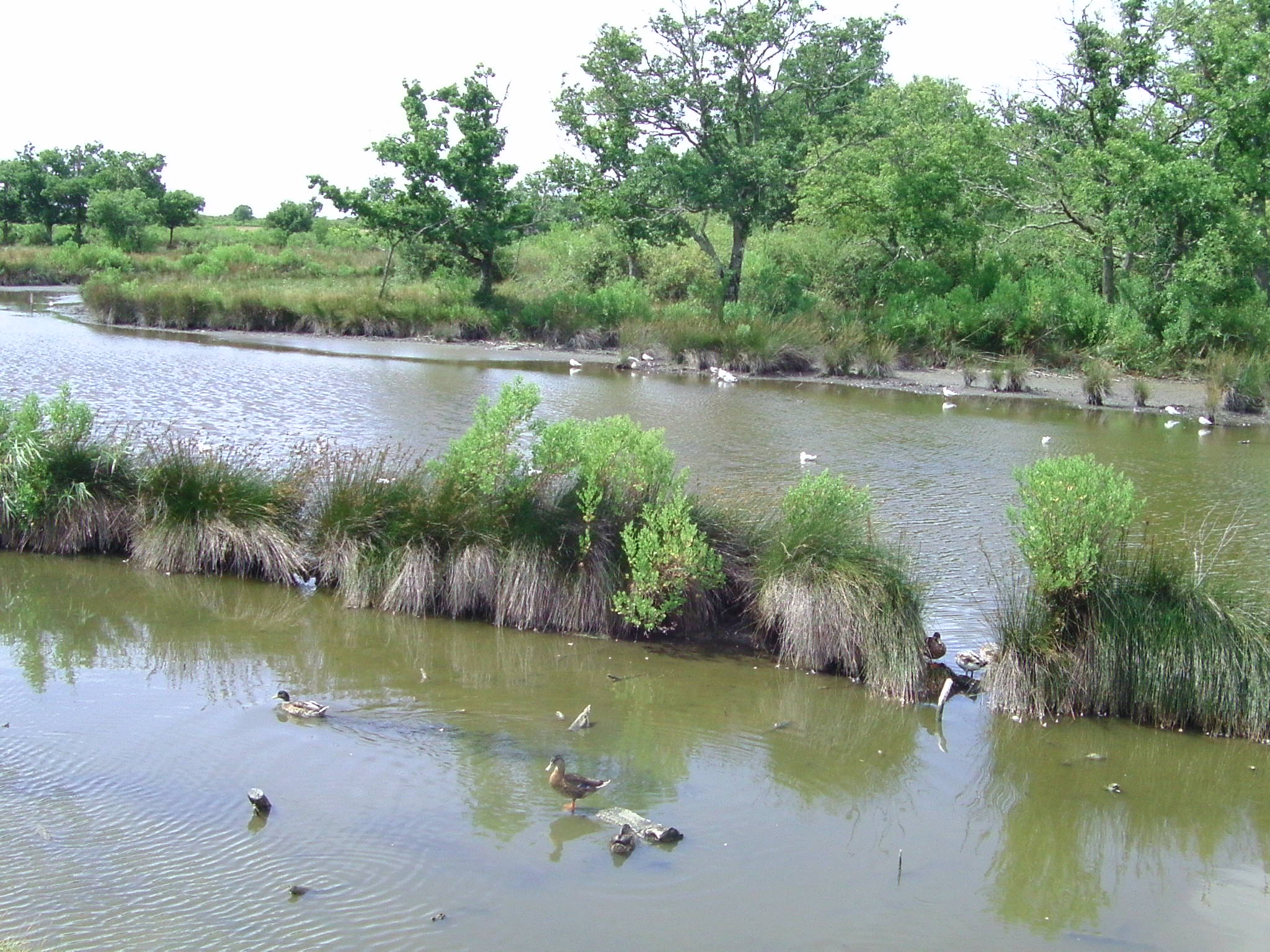
Le Graveyron.
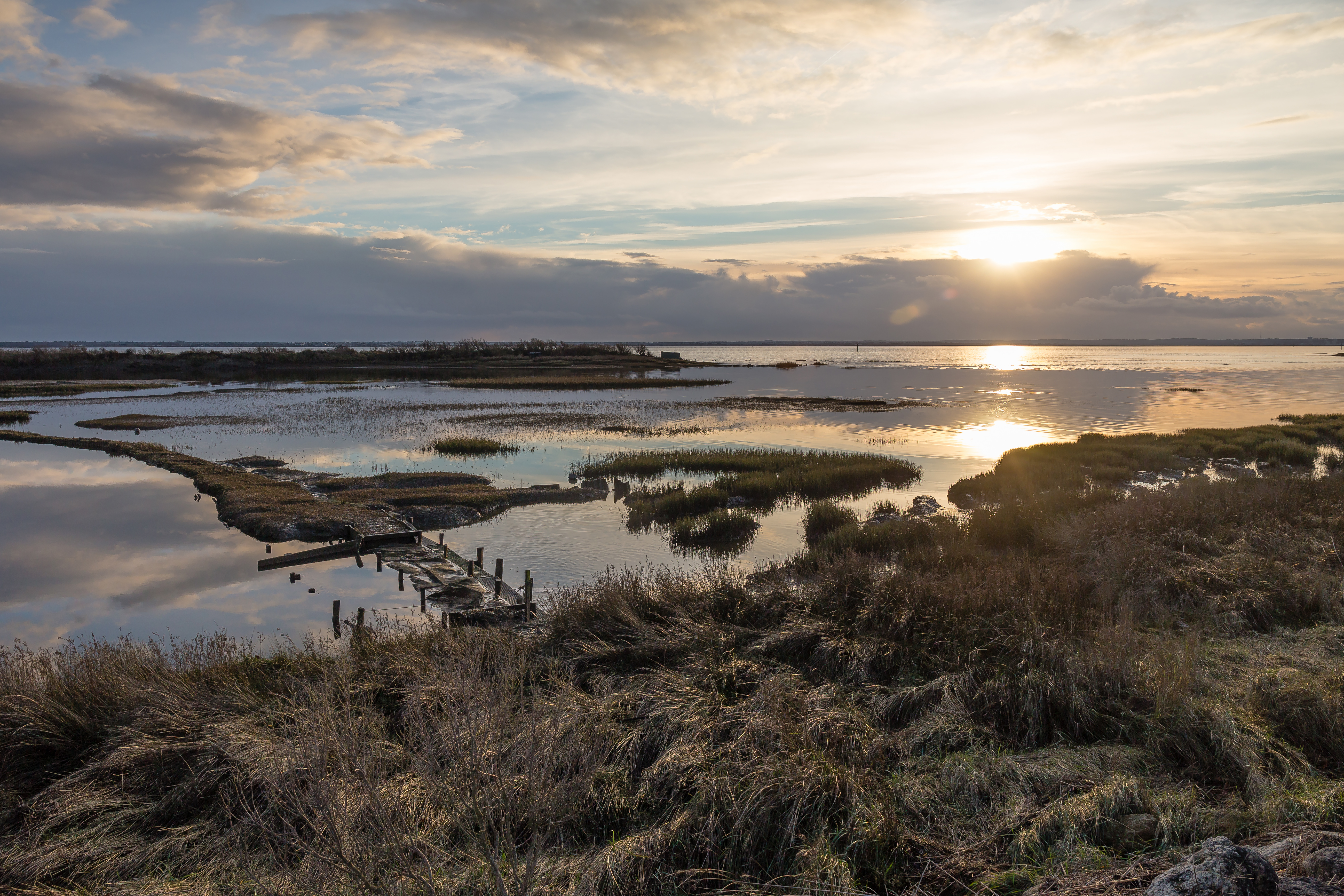
Domaine de Certes.
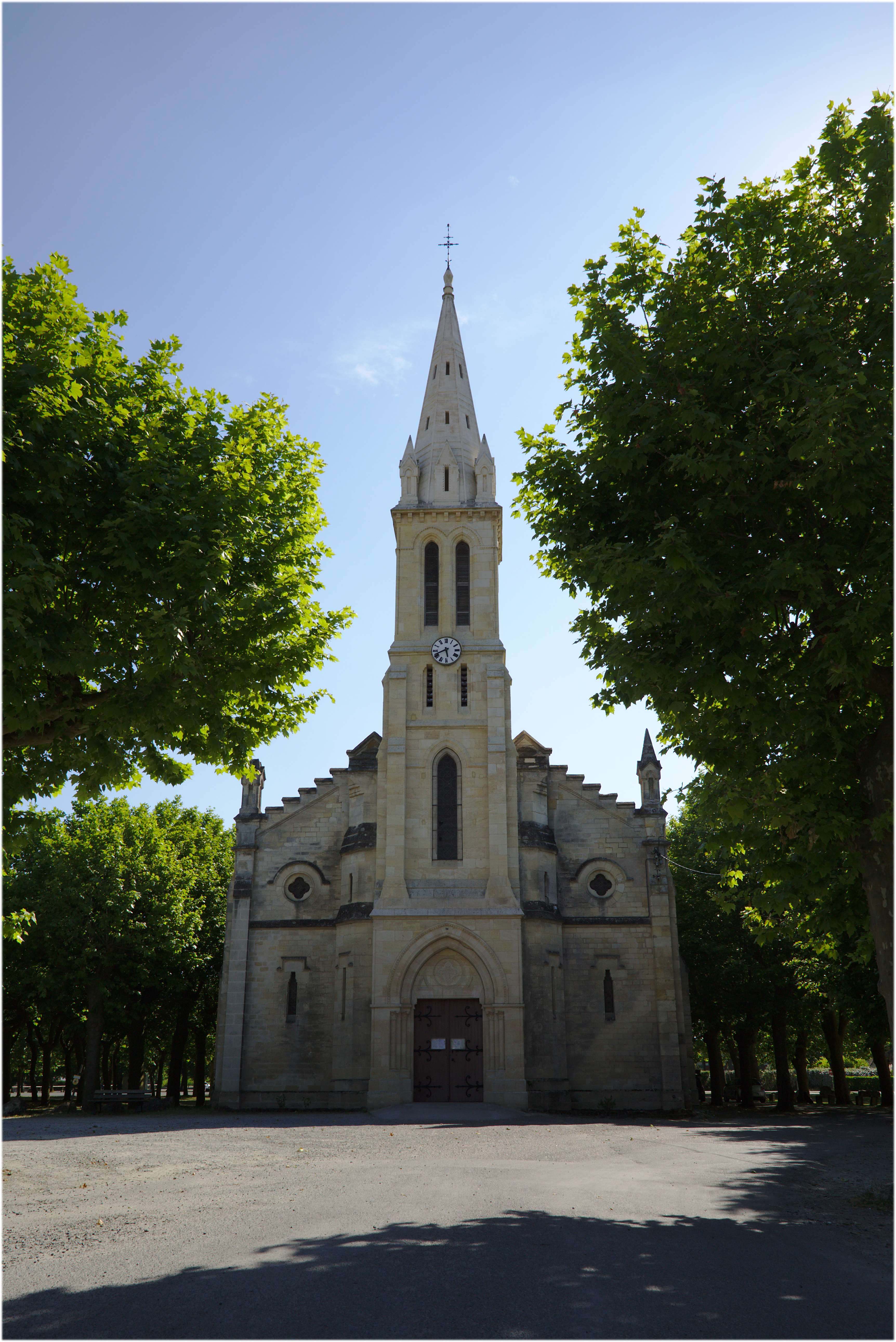
L'église Saint-Paul

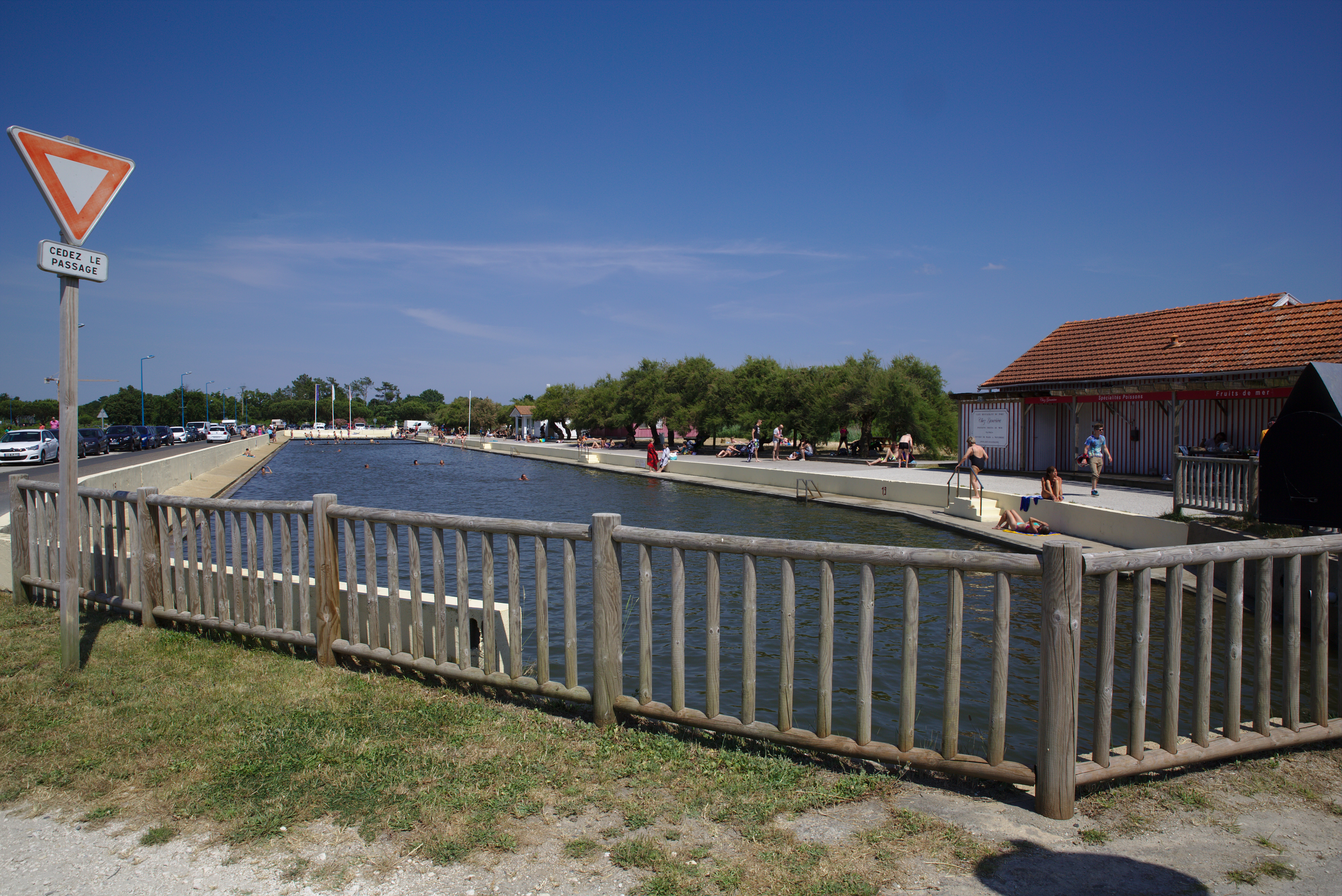
Piscine d'eau de mer.
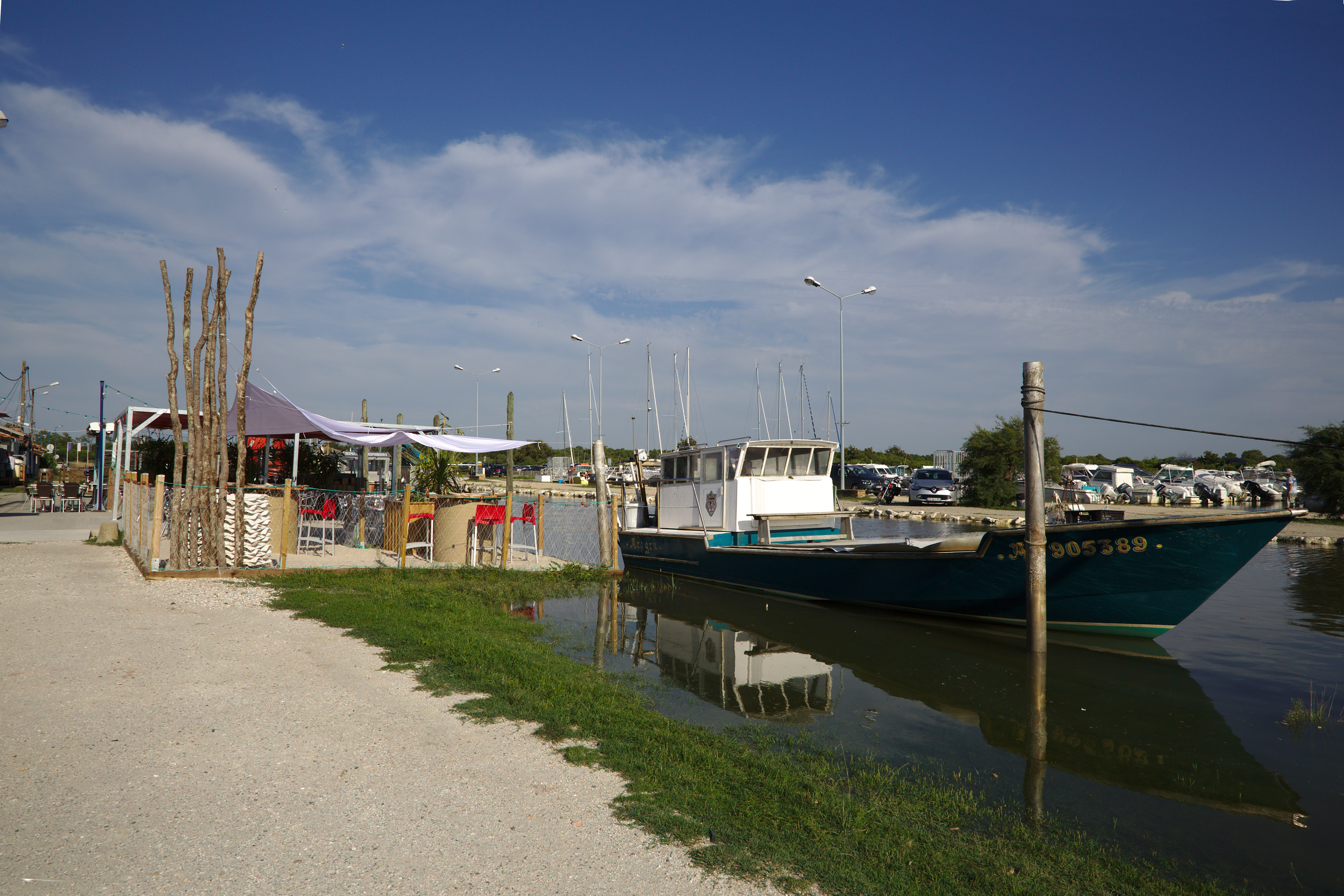
Dégustations sur le port.
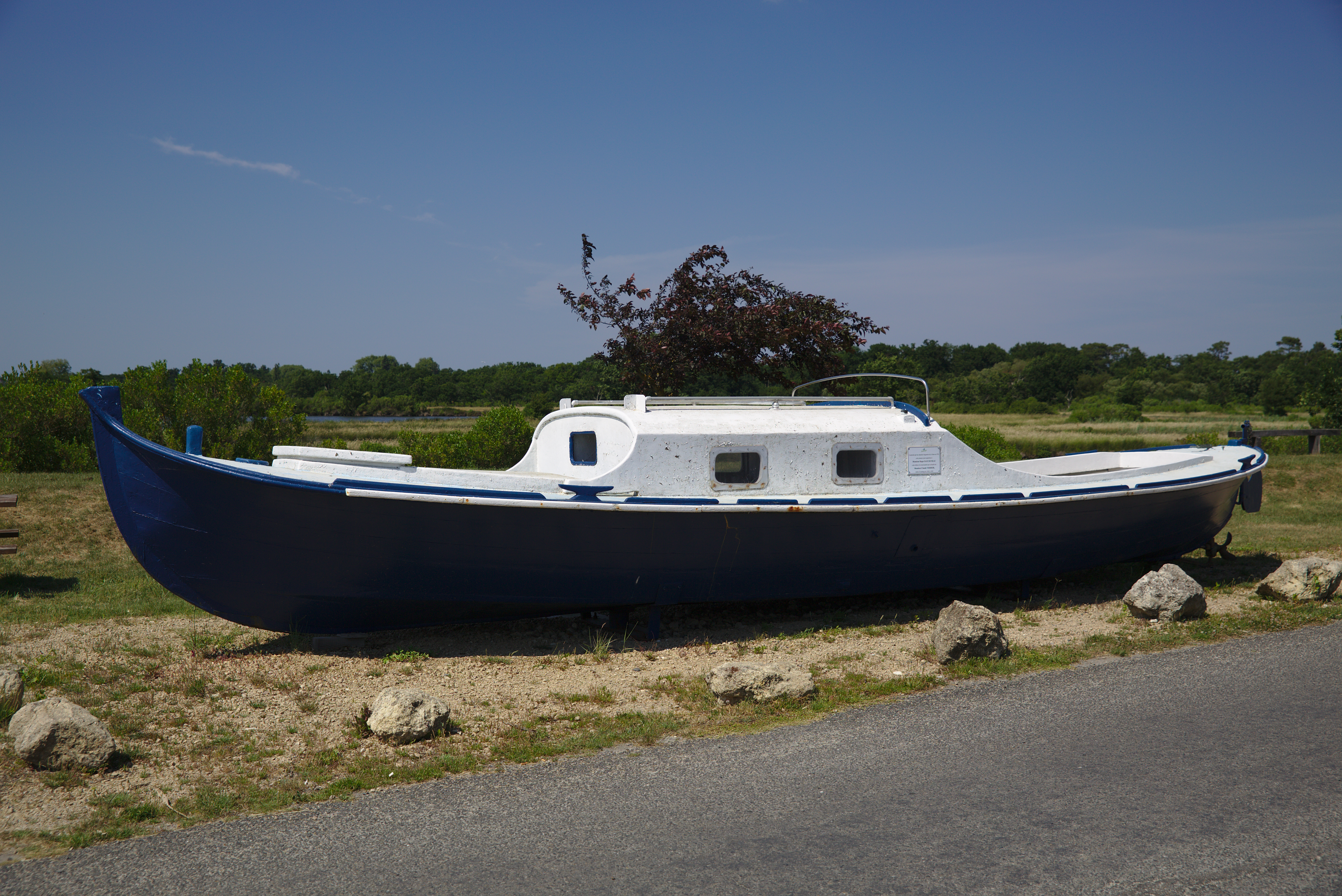
Pinasse à Audenge.
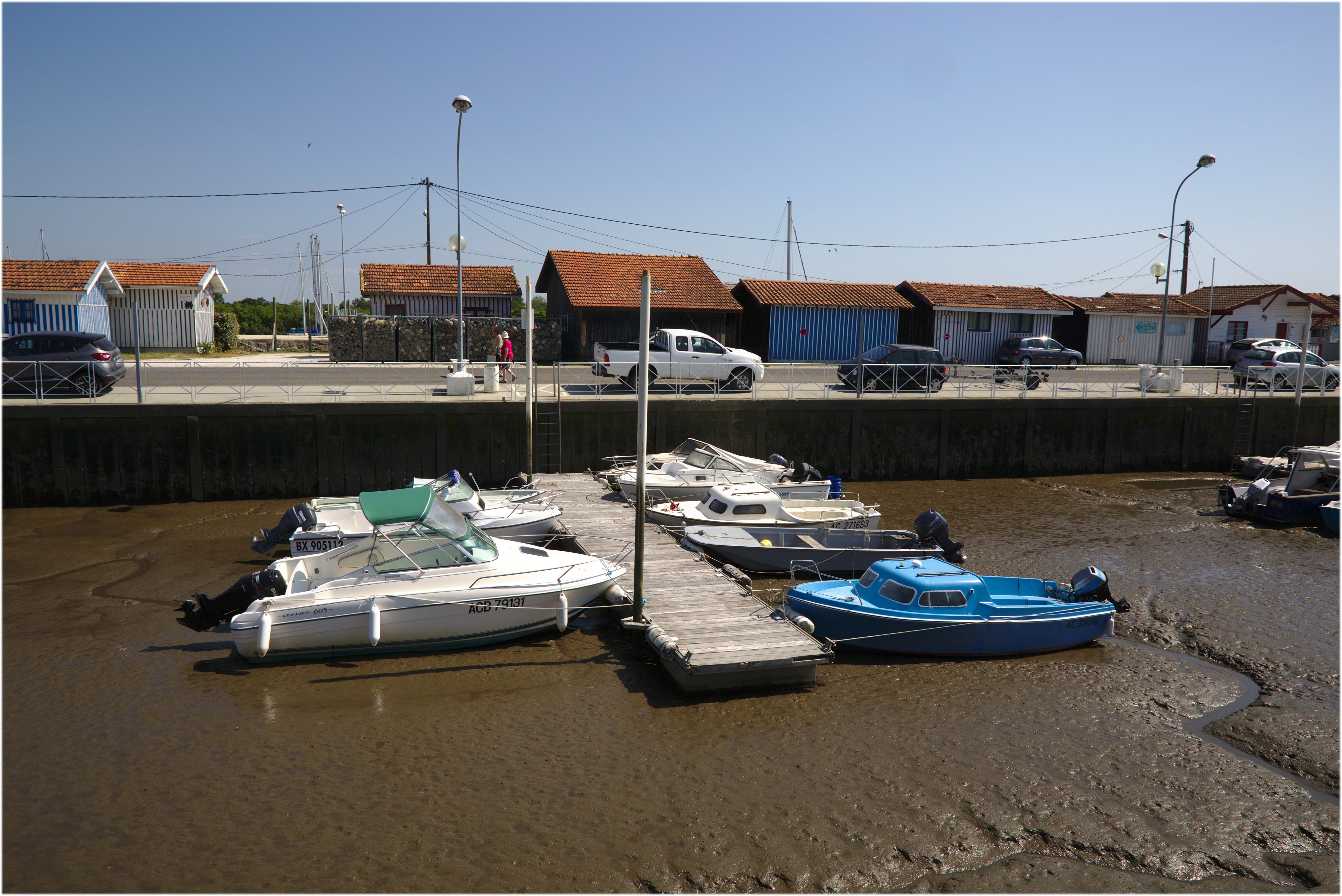
Le port à marée basse.
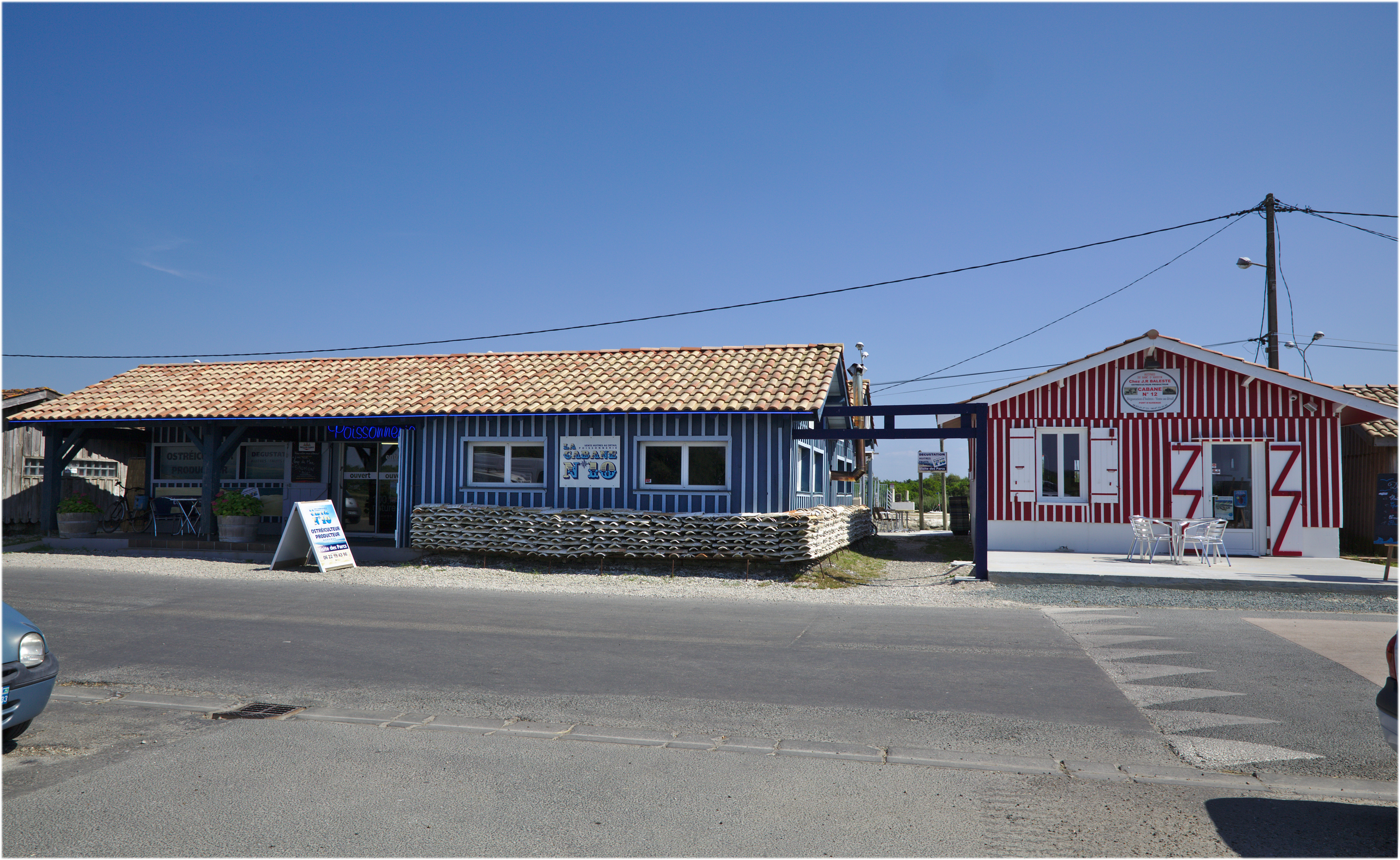
Cabanes ostréicoles.

### Personnalités liées à la commune
- Mademoiselle Théodore (1760-1798), danseuse, décédée à Audenge
- Le marquis de Civrac Captal de Certes, hérite en 1757 et aménage le domaine de Certes pour l'exploitation du sel[48]. Il y construit une grande demeure seigneuriale (il meurt ruiné en 1773).
- Ernest Valeton de Boissière (1811-1894) hérite de Certes, construit le château en 1836 et organise la pisciculture. Il crée une école à Audenge et lègue ses biens à la collectivité d'Audenge et de Lanton[49].
- Léopold Javal (1804-1872), banquier, homme politique, conseiller général d'Audenge (1851-1859). Il est le père de Sophie Wallerstein qui a créé l'Aérium d'Arès (Gironde).
- Jacques Duvigneau (1833-1902), homme politique, maire d'Audenge (1871-1885), conseiller général d'Audenge (1871-1892), puis président du conseil général de la Gironde (1893-1901), député de la Gironde (1892-1898).
- Jeanne Saulier (1865-1940), comédienne et chanteuse d'opéra française, née à Audenge. Elle possédait le chalet Alexandre qu'elle revend en 1934.
- Pierre-Ambroise Bosse, athlète français
- André Labat, sportif français

### Héraldique
| Armes | Les armes d'Audenge se blasonnent ainsi : D'azur à la pinasse contournée d'argent voguant sur une mer du même, surmontée d'un soleil d'or mouvant du trait du chef, au chef parti au premier cousu de sable chargé d'un pin parasol d'or et au deuxième cousu de gueules chargé d'une tête de chèvre contournée d'or. |

### Commune de football
Audenge est historiquement une ville de football. Depuis toujours, les rencontres de son petit club amateur l’Étoile Sportive Audenge (ESA) attirent un public important et très varié pour un club de ce niveau.
Lors de la saison 2014-2015 le club affiche de belles couleurs et se voit promu en Régional 4 (R4), avant de l'être à nouveau une deuxième année consécutive en mai 2016, cette fois en R3 (ancienne Promotion Honneur - PH) et ce, au terme d'un match épique. En effet, le 15 mai 2016 les Audengeois reçoivent Morcenx, et doivent obligatoirement sortir victorieux de cette rencontre pour être promus. Menés 0-3 à la mi-temps, les joueurs de l'ESA créent l'exploit et l'emportent finalement 4-3 sous le regard ébloui d'un public nombreux. Cela faisait 33 ans (depuis 1983) que l'ESA n'avait pas évolué en PH. Mais l'équipe « A » n'est pas la seule à profiter de cette belle dynamique, puisque l'équipe réserve (B) se voit elle aussi promue en Division 2 (D2) en mai 2016 puis en D1 en mai 2017. Lors de la saison 2017-2018, l'équipe première s'offre une nouvelle promotion, cette fois donc en R2, creusant un écart important avec son équipe réserve qui connaît le sort inverse et rétrograde en D2.
La ferveur de son stade est due, en plus d'une passion ancrée dans l'âme Audengeoise, au positionnement géographique particulier de son terrain d'honneur. En effet ce dernier est l'un des rares terrains d'honneurs toujours situé en plein cœur de la ville. Entre habitations et voie principale menant au centre, ce stade a tout pour être fréquenté. Jeunes et anciens, hommes et femmes ont pour coutume de se retrouver, le plus souvent le dimanche après-midi, pour un moment de plaisir et de convivialité,et ce pour le plus grand plaisir des joueurs qui ont l'occasion d’honorer les couleurs de leur ville de cœur. Aujourd'hui, l'ESA, pourtant club de l'une des communes les moins peuplées du Bassin d'Arcachon, pointe comme le troisième meilleur club de football, derrière Lège-Cap-Ferret (USLCF) et Arcachon (FCBA).